# Aulacoserica sibutensis
Aulacoserica sibutensis är en skalbaggsart som beskrevs av Moser 1917. Aulacoserica sibutensis ingår i släktet Aulacoserica och familjen Melolonthidae. Inga underarter finns listade.